# Rugowithius longissimus
Espèce
Rugowithius longissimus est une espèce de pseudoscorpions de la famille des Withiidae.

## Distribution
Cette espèce est endémique du Queensland en Australie. Elle se rencontre vers le cap Tribulation.

## Description
Le mâle holotype mesure 2,85 mm et la femelle paratype 2,24 mm.

## Publication originale
- Harvey, 2015 : Revised diagnoses for the pseudoscorpion genera Metawithius and Microwithius, with the description of a new Australian genus, and notes on Withius (Pseudoscorpiones, Withiidae). Journal of Arachnology, vol. 43, no 3, p. 353–370 (texte intégral).